# Condado de Schenectady
O Condado de Schenectady é um dos 62 condados do Estado americano de Nova Iorque, fundado em 1809. A sede e maior cidade do condado é Schenectady.
O condado possui uma população de 146 555 habitantes, e uma densidade populacional de 275 hab/km² censo 2000, distribuidos em uma área de 543 km² (dos quais 9 km² estão cobertos por água).

## Cidades
Este condado é constituidos por seguintes cidades: Schenectady, Duanesburg, Niskayuna, Princetown, Rotterdam, Glenville.